# Ptychadena filwoha
Ptychadena filwoha és una espècie de granota que viu a Etiòpia i, possiblement també, a Djibouti, Eritrea i Somàlia.
Està amenaçada d'extinció per la pèrdua del seu hàbitat natural.